# Virgil Solis
Pour les articles homonymes, voir Solis.
Virgil Solis, né en 1514 et mort le 1er août 1562 à Nuremberg, est un illustrateur et graveur allemand.

## Biographie
Né en 1514, Virgil Solis reçoit probablement sa formation artistique de son père Hans. Peintre, ce dernier ne devient citoyen de la ville de Nuremberg qu'en 1525.
Le 29 avril 1539, il épouse Dorothea Dalmenin qui lui donnera trois enfants Hans, Niklaus et Andreas. C'est l'acte de mariage qui atteste pour la première fois sa présence à Nuremberg à cette date.
L'atelier qu'il dirige produit essentiellement des estampes isolées (principalement des gravures sur cuivre) ou des illustrations d'ouvrages imprimés (principalement des gravures sur bois). Habituellement marquées du monogramme VS, les estampes qui nous sont parvenues dépassent le nombre de deux mille.

## Œuvre
L'œuvre abondante de Virgil Solis a fait l'objet d'études récentes. Notons celles de O'Dell-Franke en 1977, de Peters en 1987 et de Beaujean entre 2005 et 2006.
La célèbre estampe connue sous le nom de La Société des anabaptistes (fig. 1) a été gravée par Virgil Solis d'après un dessin d'Aldegrever, elle est décrite dans Le Peintre graveur d'Adam Bartsch qui en fait l'éloge :
« Cette estampe est la plus considérable de l'œuvre de V. Solis. Elle est très bien gravée, et a été souvent prise pour une pièce gravée par Aldegrever même. »
Aux Beaux-Arts de Paris est conservé un dessin de Solis : Persée et Andromède (plume, encre de Chine, H. 0,137 ; L. 0,186 m). Daté de 1557, il fait partie des trois dessins conservés des années 1550, avec Jupiter et un Putto dansant, tous deux au Kupferstichkabinett de Berlin. Le sujet du dessin des Beaux-Arts n'est pas identifié avec certitude. 

## Galerie

Estampes et illustrations
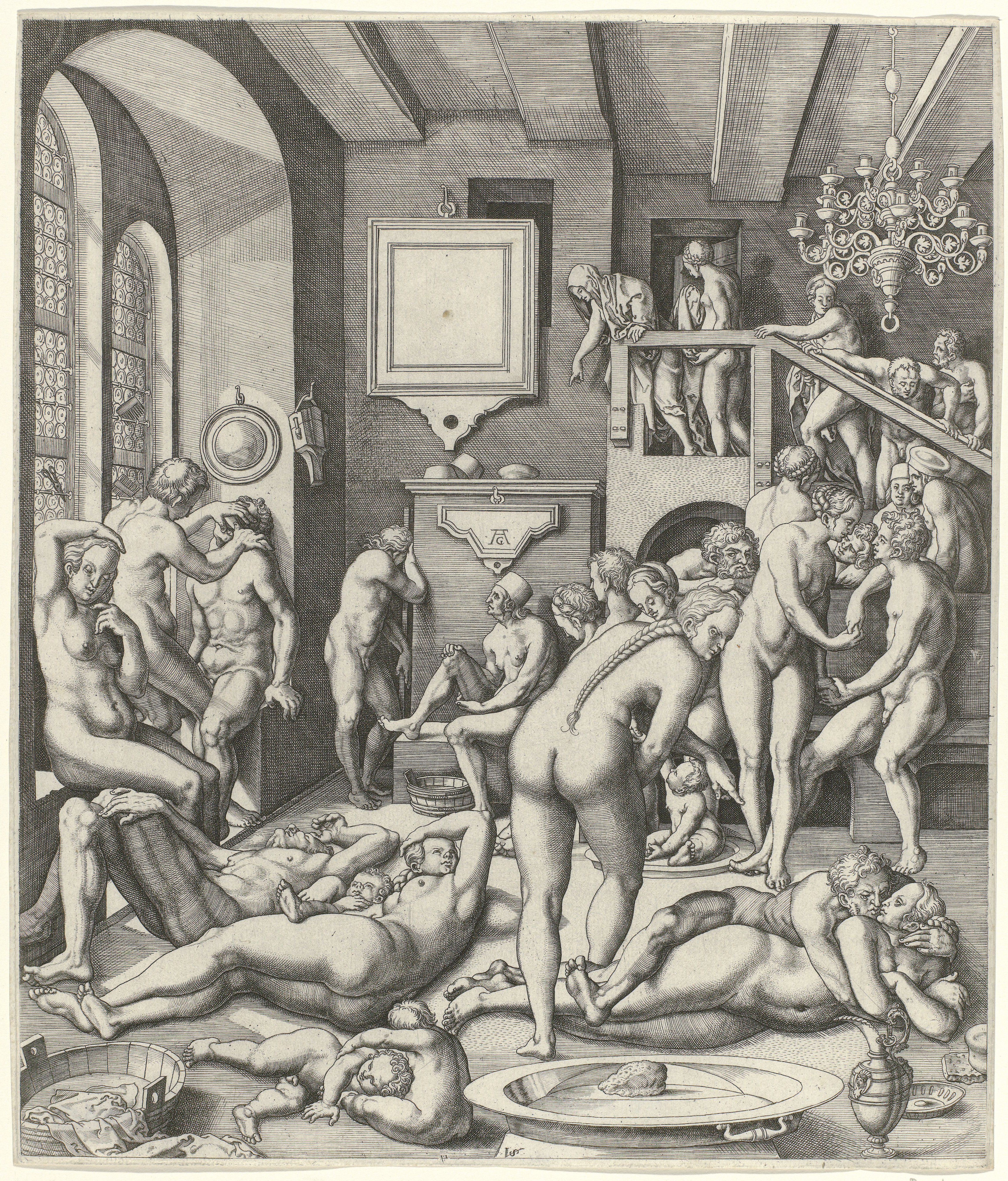
1. La société des anabaptistes, gravure de Virgil Solis d'après Heinrich Aldegrever, Rijksmuseum, Amsterdam.
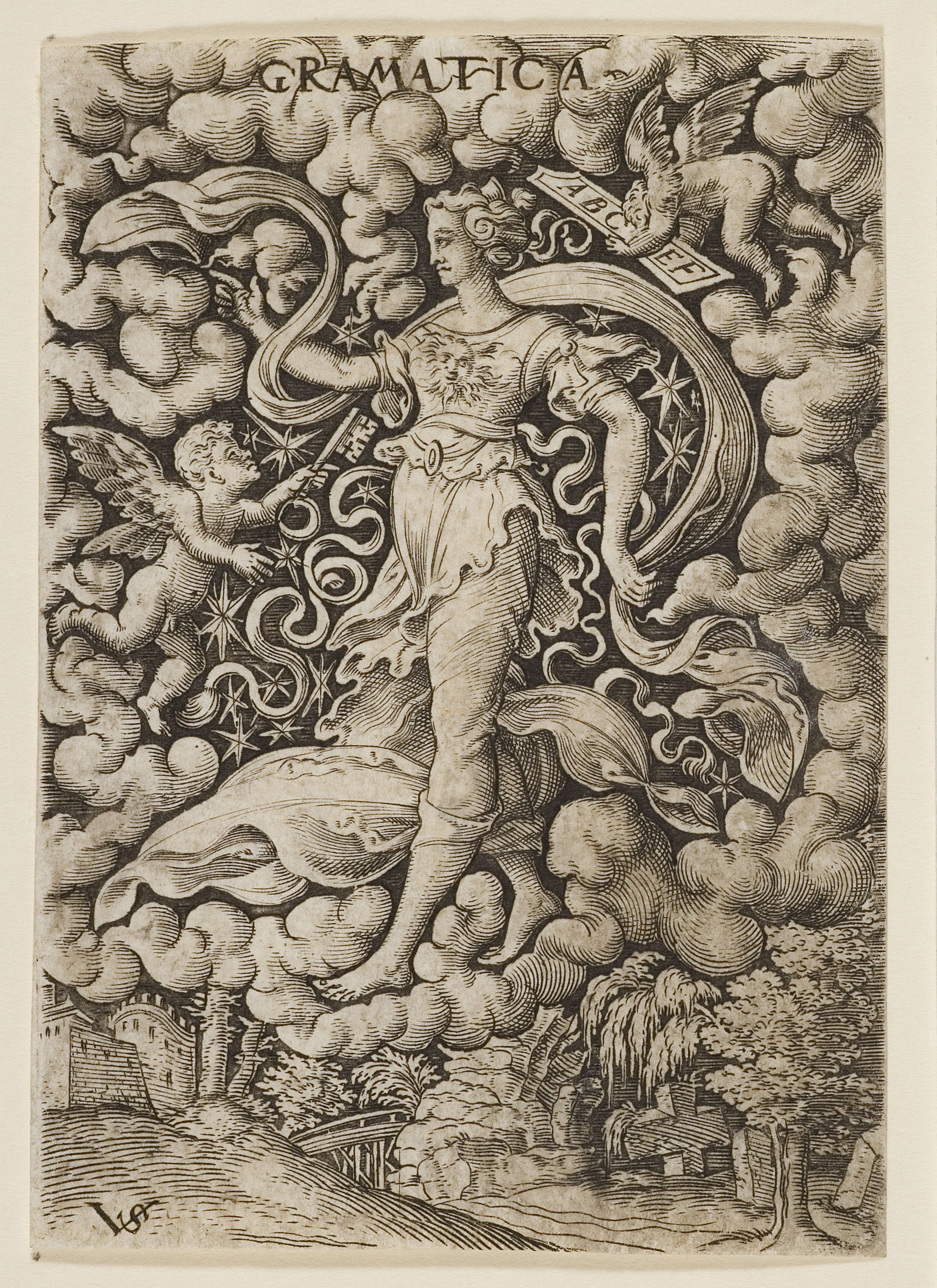
2. Gramatica, estampe tirée de la série des sept arts libéraux, Musée Herzog Anton Ulrich, Brunswick.
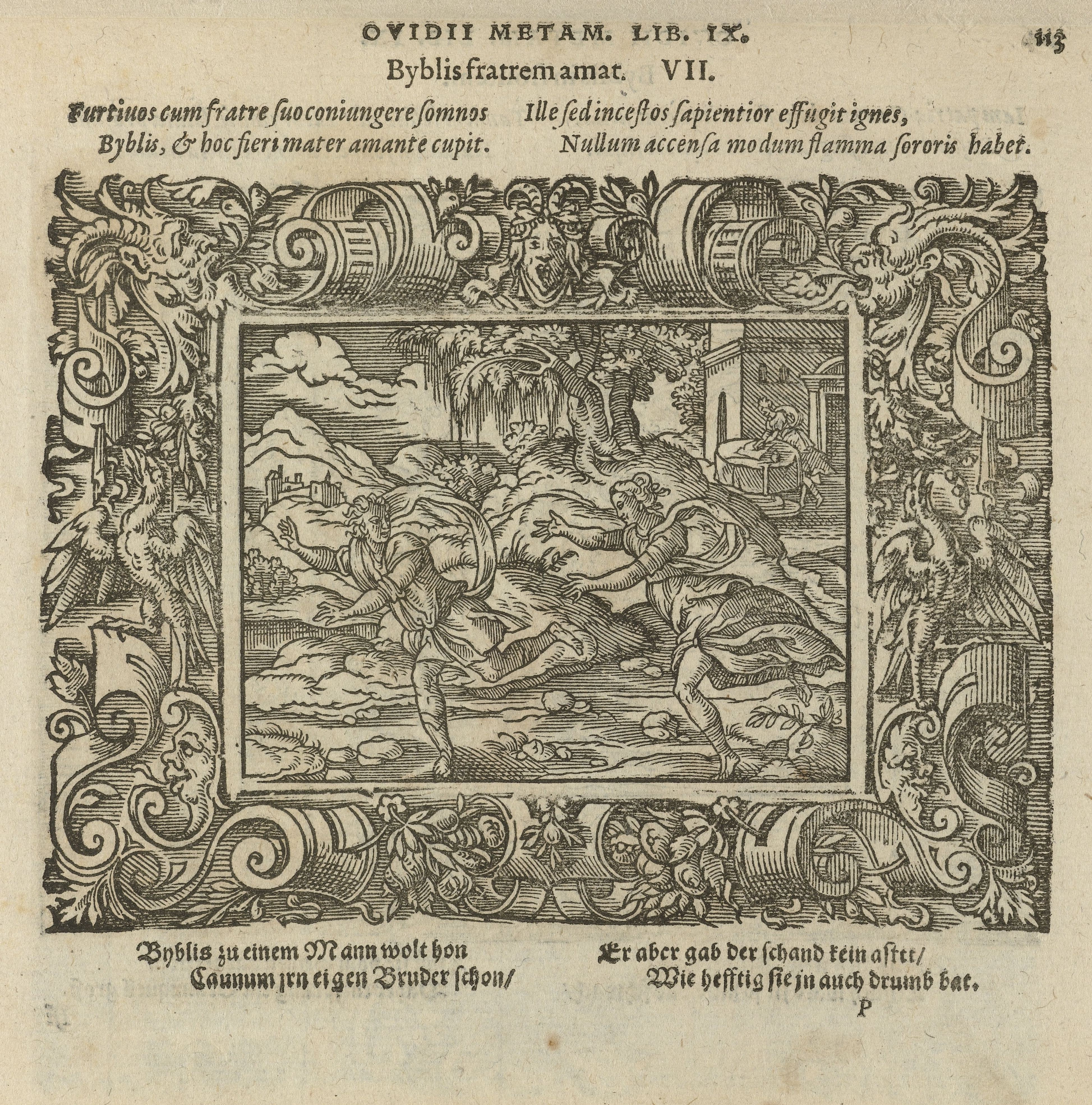
3. Byblis aime son frère, xylographie, illustration des Métamorphoses d'Ovide publiée par Johannes Posth, Rijksmuseum, Amsterdam.
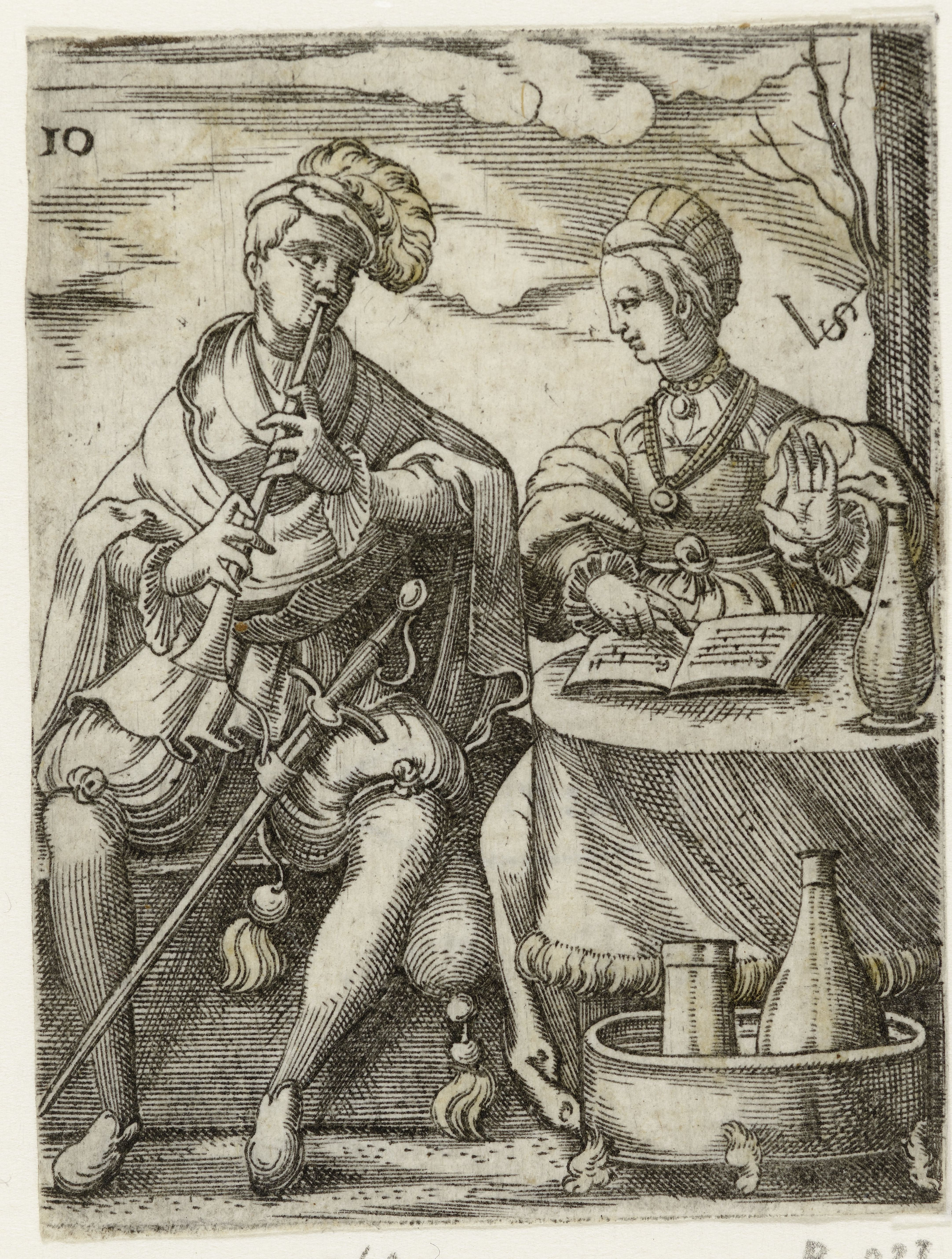
4. Les deux musiciens, vers 1545, estampe, 58 × 46 mm, no 10 de la série Danseurs et musiciens, Rijksmuseum, Amsterdam.